# La Sauzière-Saint-Jean
La Sauzière-Saint-Jean è un comune francese di 226 abitanti situato nel dipartimento del Tarn nella regione dell'Occitania.

## Società

### Evoluzione demografica
Abitanti censiti